# Sir Tommaso Moro
Sir Tommaso Moro è un dramma elisabettiano sulla vita di Thomas More, lord cancelliere sotto Enrico VIII.

## Paternità
Gli autori principali dell'opera sono considerati Anthony Munday e Henry Chettle, con revisioni e modifiche da parte di altri autori. Il manoscritto è noto in particolare per tre pagine che parecchi studiosi considerano scritte a mano da William Shakespeare. Si tratterebbe dell'unico suo documento autografo che ci sia rimasto (fatta eccezione per le firme poste su alcuni documenti).
Il manoscritto è importante anche per quello che rivela riguardo alla censura nei drammi elisabettiani.

## Trama
In cinque atti, l'opera copre un arco temporale lungo, dall'evento storico Evil May Day del 1517 al 1535, e si concentra sulla vita di More dagli inizi della carriera (senza però soffermarvisi in modo dettagliato, ad esempio non si menziona la sua attività letteraria, neanche L'Utopia) fino alla sua ribellione silenziosa, che lo porta a non appoggiare il re, Enrico VIII, e a non contestare l'autorità papale. L'epilogo non può essere che la sua condanna a morte.

## Il manoscritto
Il manoscritto risale con certezza all'epoca elisabettiana; la sua esistenza è testimoniata fin dai primi anni del Settecento. Lo stato caotico in cui si trovava ne avevano scoraggiato anche la semplice lettura. Fu stampato per la prima volta nel 1844 per conto della Shakespeare Society, quando il reverendo Alexander Dyce trovò il manoscritto nel British Museum.
Il manoscritto è composto da ventidue pagine a due facciate, le prime due delle quali, in pergamena, ne costituivano la copertina con il titolo.
- I fogli numerati 3, 4, 5, 10, 11, 14, 15, 17, 18, 19, 20, 21, 22 sono tutti scritti dalla stessa grafia (Mano S).
- Tre fogli, uno tra gli attuali fogli 5 e 10, due fra gli attuali 11 e 14, sono andati perduti.
- I fogli restanti, recano almeno cinque grafie diverse, designate con le prime lettere dell'alfabeto dallo studioso W.W. Greg nel 1910:
  - Mano A - Presente solo su una facciata del foglio 6 e forse su una nota a margine.
  - Mano B - Introduce il personaggio del Clown, e pertanto aggiunge le battute a lui destinate in margine ai fogli 10 e 11; nel caso della scena II, I, le aggiunte furono così numerose che fu costretto a trascrivere l'intera scena su un nuovo foglio, una facciata del foglio 7. È suo anche il foglio 16 e altri interventi minori che fanno supporre che gli fosse stata affidata una revisione generale del testo.
  - Mano C - I suoi interventi si trovano in varie parti di tutto il manoscritto e comprendono la riscrittura di intere scene. I suoi interventi più estesi si trovano su una facciata del foglio 7, su tutte e quattro le facciate dei fogli 12 e 13, su due mezzi fogli incollati su una facciata del foglio 11 e del foglio 14.
  - Mano D - Presente sulle due facciate del foglio 8 e su una facciata del foglio 9 (l'altra facciata del foglio 9 è bianca).
  - Mano E - Presente solo nella parte inferiore del foglio 13 e responsabile di sole 32 righe.

È presente nel manoscritto una sesta grafia, quella del censore Edmund Tilney, Maestro dei festeggiamenti dal 1579 al 1610, il cui ruolo gli imponeva di controllare i testi teatrali che dovevano essere rappresentati pubblicamente. Tilney, la cui firma si trova sulla prima pagina del manoscritto, con alcune note a margine impone di cancellare o sostituire singole parole o interi passi fino a richiedere la soppressione di intere scene.

## Paternità

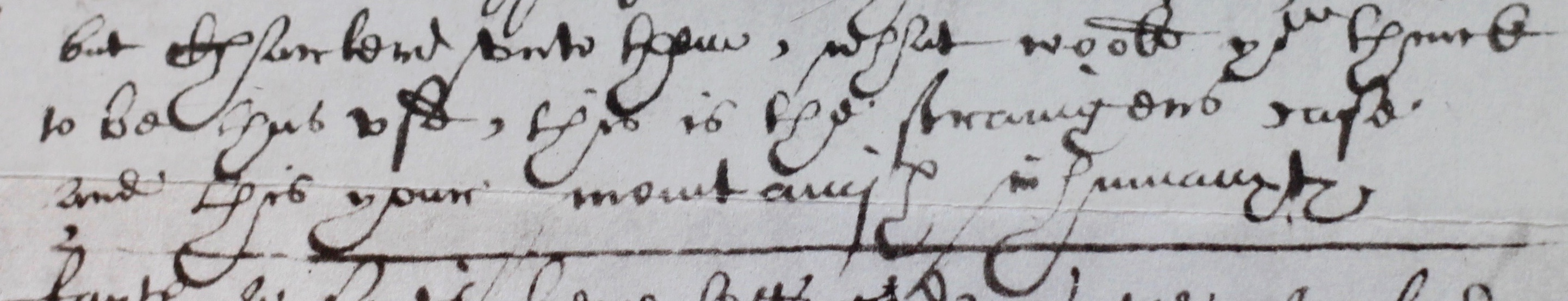
Tre righe scritte dalla mano D

Il manoscritto del Sir Tommaso Moro è un testo complesso contenente ben sei grafie diverse.
La grafia della Mano S è stata da tempo identificata come quella di Anthony Munday, scrittore molto attivo tra il 1580 e il 1633. Munday scrisse molti drammi in collaborazione con Henry Chettle; dato che la Mano A è stata identificata con certezza come quella di Chettle, è probabile che i due abbiano elaborato insieme il dramma sebbene poi sia stato trascritto quasi interamente solo da Munday.
Successivamente il dramma fu pesantemente modificato da un'altra squadra di drammaturghi, inclusi Thomas Heywood, Thomas Dekker e, forse, William Shakespeare.
Questa è l'identificazione comune per le sei diverse grafie:
- Mano S – Anthony Munday;
- Mano A – Henry Chettle;
- Mano B – Thomas Heywood;
- Mano C – un copista professionista; la sua mano è stata riconosciuta in diversi documenti teatrali dell'epoca;
- Mano D – William Shakespeare;
- Mano E – Thomas Dekker.

Munday, Chettle, Dekker e Heywood scrissero per La compagnia dell'Ammiraglio durante gli anni precedenti e successivi al 1600; ciò consolida l'idea di una connessione tra l'opera e questa compagnia. Shakespeare, in questo contesto, sembra l'unico intruso.
La Mano D "è oggi ampiamente accettata come opera di Shakespeare". Tuttavia non esiste una prova definitiva che la Mano D sia di Shakespeare, e l'identificazione rimane controversa. John Webster è stato proposto come alternativa.
Se l'identificazione con Shakespeare fosse corretta, le tre pagine del manoscritto rappresenterebbero gli unici esempi sopravvissuti della grafia di Shakespeare, fatta eccezione per le sue firme su alcuni documenti. Il manoscritto, con le sue numerose correzioni, cancellature e inserzioni, ci permetterebbe di dare uno sguardo al processo di composizione utilizzato dal Bardo.

## La paternità di Shakespeare
L'aggiunta di Shakespeare all'opera fu notata per la prima volta nel 1871 da Richard Simpson, un eminente studioso di Shakespeare del tempo, e l'anno seguente da James Spedding, un curatore delle opere di Francis Bacon.
Nel 1916, il paleografo Sir Edward Maunde Thompson giudicò l'aggiunta di "Mano D" essere della grafia di Shakespeare. L'attribuzione fu rinforzata nel 1923, con la pubblicazione di Shakespeare's Hand in the Play of Sir Thomas More (La mano di Shakespeare nell'opera Sir Tommaso Moro), da parte di un quintetto d'importanti studiosi; essi analizzarono l'opera da molteplici prospettive, tutte le quali portavano alla stessa conclusione affermativa.
Nonostante gli scettici restino, l'opera è stata rappresentata, con il nome di Shakespeare incluso tra gli autori, dalla Royal Shakespeare Company nel 2005 ed è stata inclusa nella seconda edizione, datata 2007, del The Oxford Shakespeare's complete works.

## Prove del contributo di Shakespeare
Le prove che permettono di identificare la Mano D con quella di Shakespeare sono di vario tipo:
- Secondo alcune opinioni, fortemente criticate dalle indagini grafologiche, la grafia della Mano D sarebbe simile a quella delle sei firme conosciute di Shakespeare.
- L'ortografia della Mano D è caratteristica di Shakespeare.
- Elementi stilistici della Mano D sono simili a quelli che si ritrovano nelle opere di Shakespeare.

La prima identificazione di Simpson e Spedding del 1871 era basata sullo stile letterario, sul contenuto e sul punto di vista politico, piuttosto che su considerazioni paleografiche e ortografiche.
Consideriamo alcuni esempi che attirano l'attenzione sullo stile della Mano D.
Dal Sir Thomas More, Aggiunta IIc, 84-7:
With self same hand, self reasons, and self right,
Would shark on you, and men like ravenous fishes
Would feed on one another.»
con identiche mani, identiche ragioni, e identico diritto,
vi deprederebbero, e gli uomini, come squali voraci,
si divorerebbero l'un l'altro.»
Dal Coriolano, I,i,184-8:
That in these several places of the city
You cry against the noble Senate, who
(Under the gods) keep you in awe, which else
Would feed on one another?»
che qua e là per Roma andate sbraitando
contro il nobile Senato
che sotto l'egida degli dei vi frena
o vi mangereste l'un l'altro?»
Dal Troilo e Cressida, I,iii,121-4:
(So doubly seconded with will and pwer)
Must make perforce an universal prey,
And last eat up himself.»
assecondato doppiamente dalla volontà e dal potere
farà dell'intero universo la sua preda
per poi, alla fine, divorar se stesso.»
Dal Pericle, principe di Tiro, II,i,26-32:
1st Fisherman: Why, as men do a-land; the great ones eat up
the little ones. I can compare our rich misers to nothing so fitly
as to a whale: 'a plays and tumbles, driving the poor fry before him,
and at last devour them all at a mouthful.»
PRIMO PESCATORE - Beh, come gli uomini a terra: i grossi si
mangiano i piccoli. Non so paragonare un ricco avaro a niente di più
simile di una balena: scherza e fa acrobazie spingendosi avanti i
pesciolini, e poi se li divora in un sol boccone.»
Molte caratteristiche stilistiche come queste nelle tre pagine scritte della Mano D hanno attirato l'attenzione degli studiosi di Shakespeare e condotto a studi più approfonditi.

## Edizioni italiane
Esistono due edizioni italiane dell'opera:
- William Shakespeare, Teatro completo. Testo inglese a fronte. 9.I drammi storici, I Meridiani, Mondadori 1991. Traduzione di Vittorio Gabrieli e Giorgio Melchiori.
- William Shakespeare, Anthony Munday, Henry Chettle[4], Thomas Dekker, Thomas Heywood, Tommaso Moro, a cura di Edoardo Rialti, introduzione di Joseph Pearce, Lindau, Torino 2014.